# Петър Саков
Петър Димитър Саков е български опълченец в състава на Конната сотня и доброволец в Сръбско-българската война.

## Биография
Петър Саков е роден през 1857 г. в Габрово. Бил е един от известните габровски търговци. Неговата къща  в архитектурно-етнографския комплекс „Етъра“ (построена през 1850 година) представя експозицията „Търговско жилище“ и е пример за средиземноморското влияние върху българската възрожденска архитектура.
Саков взема участие в българското опълчение по време на Руско-турската война (1877 – 1878), като на 8 август 1877 г. е зачислен в Конната сотня. В боевете на Шипка служи за връзка между генерал Столетов и 14-ти и 15-ти стрелкови батальони. Уволнява се на 26 май 1878 г. След Освобождението живее в родния си град, където работи като контрольор в една от тютюневите фабрики.
Отново е на фронта по време на Сръбско-българската война през 1885 година, когато се записва за доброволец в конната чета „Любен Каравелов“.
В Габрово е почетен член на подофицерското дружество „Капитан Дядо Никола“.
Почива на 21 април 1930 година.

## Признание
За участието си във войните Петър Саков е удостоен с:
- руски медал „В памет на Руско-турската война от 1877 – 1878 г.“;
- възпоменателен медал „За Освобождението 1877 – 1878 г.“
- възпоменателен медал „За участие в Сръбско-българската война през 1885 г.“;
- войнишки кръст „За храброст“, IV степен,
- възпоменателен кръст „За независимостта на България 1908 година“.[1]

Със свое решение от 21 септември 1922 г. Габровският градски общински съвет обявява за почетни граждани 522 поборници и опълченци, един от които (под № 519) е Петър Саков.